# Captain Video and His Video Rangers
Captain Video and His Video Rangers war die erste Science-Fiction-Fernsehserie der Welt und wurde vom 27. Juni 1949 bis zum 1. April 1955 in schätzungsweise 1200 Episoden ausgestrahlt. Sie war das Vorbild für die Serien Tom Corbett, Space Cadet, Space Patrol sowie Rocky Jones, Space Ranger. Jede Sendung begann mit einem Vorspann, unterlegt von der Ouvertüre der Oper Der Fliegende Holländer:

“Fighting for law and order, Captain Video operates from a mountain retreat, with secret agents at all points of the globe! Possessing scientific secrets and secret weapons, Captain Video asks no quarter, and gives none to the forces of evil.”

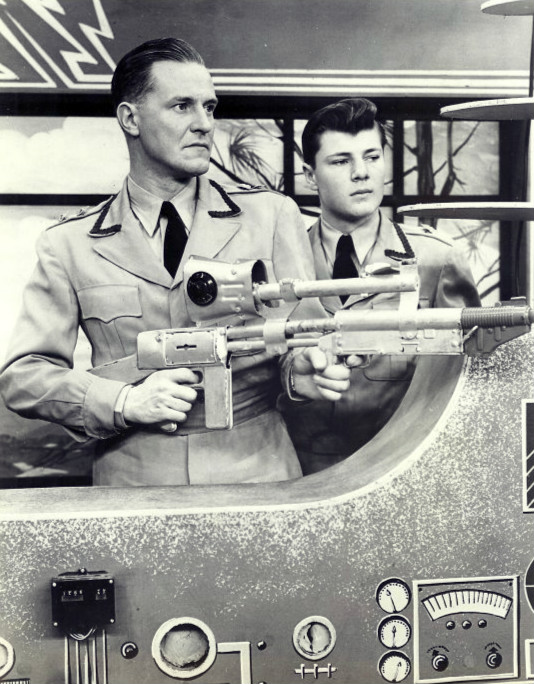
Captain Video Atomic Rifle

## Technische Daten
Die Serie wurde von dem Fernsehsender DuMont produziert; die Idee stammte von Programmdirektor James Caddigan.
Die Ausstrahlung erfolgte live fünf- bis sechsmal die Woche. Die Folgen hatten anfänglich eine Länge von 30 Minuten, ab 1953 15 Minuten, und wurden zwischen 19:00 und 19:30 Uhr gesendet. Obwohl für Kinder und Jugendliche konzipiert, erfreute sich die Serie auch bei Erwachsenen großer Beliebtheit.
Die Serie wurde durch Werbung finanziert und jede Sendung durch Werbeblöcke unterbrochen. Innerhalb der Werbeblöcke gab es besondere Video Ranger messages, in denen unter anderem für Merchandising-Artikel der Serie geworben wurde, wie zum Beispiel Raumhelme.

## Figuren der Handlung

### Captain Video
Captain Video, laut Der Spiegel „eine Mischung aus Buffalo Bill und Golem“, ist der Führer der Video Rangers, einer Organisation, die im Jahr 2254 agiert und für Wahrheit und Gerechtigkeit kämpft. Seine Aufträge erhält Captain Video vom Commissioner of Public Safety. Die Figur wurde 1949/50 von Richard Coogan und anschließend bis 1955 von Al Hodge gespielt. Hodge wurde derartig mit der Figur identifiziert, dass er nach dem Ende der Serie keine Beschäftigung als Schauspieler mehr fand und unter anderem als Wachmann arbeitete.
Seinen Namen verdankt Captain Video dem opticon scillometer, einem Röntgenstrahlgerät, mit dessen Hilfe er in der Lage ist, jeden Ort auf der Erde zu beobachten. Dieses Gerät dient vorzugsweise dazu, seine global tätigen Agenten zu beobachten. Diese agieren in Ausschnitten aus alten Westernfilmen, die keinerlei Bezug zur Handlung besitzen. Damit sparte DuMont nicht nur Produktionszeit, sondern gab den live agierenden Schauspielern und der Kameratechnik auch Zeit für neue Anordnungen innerhalb der Sendungen, zum Beispiel dem Wechsel der Kameraposition oder der Kostüme.

### DerVideo Ranger
Der Video Ranger ist der Gehilfe von Captain Video; ein namentlich nicht bezeichneter Teenager, der von Don Hastings gespielt wurde.
Weitere Untergebene des Captains sind Ranger Rogers, der Kommunikationsoffizier, und Ranger Gallagher.

### Der Roboter:I Tobor
I TOBOR war der erste Roboter, der in einer Fernsehserie auftrat. Das Modell des Roboters wurde später noch für den Spielfilm Tobor, the Great (USA 1954, Regie: Lee Sholem) und für die Pilotfolge der Fernsehserie Here comes Tobor (USA 1957, Regie: Duke Goldstone) genutzt.

### Dr. Pauli
Dr. Pauli ist der wichtigste Gegenspieler des Captains. Er ist ein genialer Erfinder, der seine neuesten Errungenschaften gegen den Captain einsetzt. Obwohl er von den Drehbuchautoren schon für tot erklärt und daher aus der Handlung entfernt worden war, musste er aufgrund von massiven Zuschauerprotesten wieder in die Serie aufgenommen werden.

## Flugtechnik
Die Video Ranger verfügten ursprünglich über die X-9 als Einsatzmittel, die später durch die X-10 abgelöst wurde. Diese Geräte waren jedoch nicht tauglich für den Flug im Weltraum. Mit der Galaxy und Galaxy II waren die Ranger auch in der Lage, im All tätig zu werden.
Das Modell der „Galaxy“ war nach dem Vorbild der V2-Rakete konstruiert und kostete seinerzeit 12.000 Dollar. Die Idee dazu stammte von Arthur C. Clarke, der mit der Produzentin Olga Druce befreundet war.

## Autoren
Der erste Autor der Serie, Maurice Brockhauser, war mit der Gestaltung der Drehbücher überfordert und wurde 1951 auf Druck der neu eingestellten Produzentin Olga Druce entlassen. Ihr gelang es 1952/53, populäre Science-Fiction-Autoren für die Serie zu gewinnen, unter anderem Damon Knight, James Blish, Jack Vance, Arthur C. Clarke, Isaac Asimov, Cyril M. Kornbluth oder Robert Sheckley. Dadurch stieg die Qualität der Serie, die bis dahin eher den Charakter eines bebilderten Hörspiels besaß, beträchtlich an. Hierzu Olga Druce:

“They were very happy to be on TV and to learn the form. They all worked very hard and very seriously. For all of them it was the first time they had written for television. But they wrote for Galaxy and Astounding Science Fiction.”

„Sie waren sehr glücklich, im Fernsehen zu sein und die Form zu lernen. Sie haben alle sehr hart und sehr ernsthaft gearbeitet. Für alle war es das erste Mal, dass sie für das Fernsehen geschrieben hatten. Aber sie schrieben für Galaxy und Astounding Science Fiction.“

## Produktionshintergründe
Wie Space Patrol war die Serie ein rein kommerzielles Unternehmen, das durch Werbung und später auch durch Merchandising finanziert wurde. Aufgrund des ursprünglich knappen Budgets war die Tricktechnik im Vergleich zur Tricktechnik in Spielfilmen äußerst primitiv. Die Uniformen der Video Ranger waren zeitgenössische Uniformen der US-Armee, auf die lediglich gestickte Blitze aufgenäht worden waren.
Im September 1952 wurden zwei Tricktechniker, Russell und Haberstroh, engagiert, die ab diesem Zeitpunkt durchaus aufwendige Modelle für die Serie herstellten. Die Tricksequenzen wurden auf 16-mm-Film aufgenommen, so dass sie je nach Bedarf bei den Live-Sendungen eingesetzt werden konnten.

## Folgeproduktionen in anderen Medien
Columbia Pictures produzierte 1951 die Filmserie Captain Video: Master of the Stratosphere mit Judd Holdren in der Hauptrolle.
Ebenfalls 1951 erschien eine Comic-Version der Serie von Fawcett Comics. Im Gegensatz zu den parallel ausgestrahlten Konkurrenzserien Tom Corbett und Space Patrol erschien von Captain Video jedoch keine Hörspielfassung.

## Captain Videound der Kalte Krieg
Der Zeitgeist des Kalten Kriegs spiegelt sich in der Serie deutlich wider. Die jugendlichen Zuschauer wurden auf eine unsichere Zukunft vorbereitet:

“Every day for nearly six years, ‘Captain Video’ gave children thrills by showing them a universe, in as much graphic detail as 1950s standards would allow, filled with nefarious and crazy outlaws of all types: from brilliant scientists bent on destroying the world, to cool dictators who ban religion and enslave the masses. Despite the show’s reassuring messages about American physical, moral, and technological superiority, ‘Captain Video’’s world was not very safe. Captain Video was one of the first TV programs, for kids or adults, to dramatize, and occasionally exploit, the perilous world situation. Kids saw a thrilling and scary future fraught with dangers beyond the control of even Captain Video. The hero could only act as an itinerant freedom fighter, traveling to horrible troubled spots throughout the universe, hoping to contain dammage until viewers tuned the next day. Still, as children pondered their own daily battles with dangers ranging from schoolyard bullies to communists at home and abroad, Captain Video provided a model of moral rectitude, tolerance, and ingenuity.”

„Fast sechs Jahre lang gab ‚Captain Video‘ Kindern jeden Tag Nervenkitzel, indem es ihnen ein Universum zeigte, in so vielen grafischen Details, wie es die Standards der 1950er Jahre erlauben würden, gefüllt mit ruchlosen und verrückten Gesetzlosen aller Art: von brillanten Wissenschaftlern, die darauf aus sind, die Welt zu zerstören, bis hin zu coolen Diktatoren, die Religion verbieten und die Massen versklaven. Trotz der beruhigenden Botschaften der Show über die physische, moralische und technologische Überlegenheit Amerikas war die Welt von ‚Captain Video‘ nicht sehr sicher. Captain Video war eine der ersten Fernsehsendungen für Kinder oder Erwachsene, die die gefährliche Weltsituation dramatisierte und gelegentlich ausnutzte. Kinder sahen eine aufregende und beängstigende Zukunft voller Gefahren, die sich der Kontrolle selbst von Captain Video entzogen. Der Held konnte nur als wandernder Freiheitskämpfer fungieren und an schreckliche unruhige Orte im ganzen Universum reisen, in der Hoffnung, den Schaden einzudämmen, bis die Zuschauer am nächsten Tag einschalteten. Als die Kinder jedoch über ihre eigenen täglichen Kämpfe mit Gefahren nachdachten, die von Schulhofmobbern bis hin zu Kommunisten im In- und Ausland reichten, lieferte Captain Video ein Modell für moralische Rechtschaffenheit, Toleranz und Einfallsreichtum.“

Die starke Bindung jugendlicher Fans an Science-Fiction-Fernsehserien kritisierte der amerikanische Autor Donald A. Wollheim 1969 in satirischer Form in seiner Kurzgeschichte Auftrag für die Weltraumgrenadiere, in der sich Captain Video, Tom Corbett und Space Patrol unschwer wiedererkennen lassen.

## Das Ende, Verbleib
Die Serie musste 1955 eingestellt werden, da die Werbe-Einnahmen ständig zurückgingen und DuMont generell gegenüber anderen Sendern nicht mehr konkurrenzfähig war. Außerdem hatte das Science-Fiction-Genre im amerikanischen Fernsehen zu diesem Zeitpunkt einen Sättigungsgrad erreicht. Auch die parallel ausgestrahlten Serien Tom Corbett, Space Cadet und Space Patrol wurden 1955 eingestellt.
Im Gegensatz zu Space Patrol wurde die Serie jedoch zumindest in den 1950er Jahren nicht mehr erneut ausgestrahlt. Von Captain Video sind nur wenige Folgen erhalten geblieben, obwohl ein großer Teil der Live-Ausstrahlungen durch Kinescope auf 16-mm Filmmaterial aufgenommen worden war. DuMonts Filmarchiv wurde in den 1970er Jahren durch den neuen Eigentümer Metromedia aus bislang unbekannten Gründen zerstört; möglicherweise aus Mangel an Lagerplatz und mangelnder Perspektive der Neuvermarktung.
Lediglich einige wenige Folgen werden in verschiedenen Videoeditionen und auf DVD auf dem Markt angeboten. Das UCLA Film and Television Archive besitzt angeblich 24 Folgen.

## Dokumentationen
Ausschnitte von Captain Video wurden in der TV-Dokumentation TV Guide Looks at Science Fiction (USA 1997) gezeigt, die von William Shatner mit gestaltet wurde.